# Carl Gustaf Ekmansson
Carl Gustaf Ekmansson, född 8 september 1744 i Veta socken, Östergötlands län, död 14 maj 1812 i Stora Åby socken, Östergötlands län, var en svensk präst.

## Biografi
Carl Gustaf Ekmansson föddes 8 september 1744 i Veta socken. Han var son till kyrkoherden Carl Magnus Ekman och Anna Maria Ternera. Ekmansson skrevs in som student vid Uppsala universitet 1760 och tog 1767 filosofie magistersgrad. Han vigdes till präst 27 juli 1768. Efter att ha innehaft ett par extraordinarie befattningar som präst i Linköpings stift, befordrade han 1776 till komminister i Örtomta församling och blev 9 juli 1783 kyrkoherde i Veta församling, tillträdde 1784. Den 7 september 1793 förordnades han till kontraktsprost över Vifolka och Valkebo kontrakt, och utnämndes 1800 till teologie doktor och blev 14 februari 1805 kyrkoherde i Stora Åby församling, tillträdde samma år. Ekmansson avled 14 maj 1812 i Stora Åby socken.
Carl Gustaf Ekmansson var ledamot av prästeståndet vid riksdagen 1786 och riksdagen 1800.

### Familj
Ekmansson gifte sig 17 augusti 1777 med Maria Hallström (1762–1838). Hon var dotter till kontraktsprosten Carl Erik Hallström i Örtomta socken. De fick tillsammans barnen Carl Fredrik (1778–1781), Lovisa Maria (1779), Eva Gustafva (1780–1862), Anna Beata (född 1782), Christina Carolina (1784–1785), Gert Vilhelm (1786–1823), Christina Carolina (1784–1785), Gert Vilhelm (1786–1823), Christina Carolina (född 1787),  Ulrika (född 1789), Hedvig Eleonora (född 1790), Carl Erik (född 1794), Per Gustaf (1796–1796) och Samuel (född 1798).